# デイライト (映画)
『デイライト』（Daylight）は1996年に公開されたシルヴェスター・スタローン主演のアメリカ映画。

## 概要
トンネル事故を題材としたパニック映画でスタローンの主演作。撮影の為に実際にトンネルが建造されてトンネル内での撮影が行われた。トンネル事故のシーンは特撮と当時最新のVFXが交互に使われ、リアリティあるトンネル事故のシーンが描かれている。
当初は日米同時公開の予定であったが、公開の10か月前に豊浜トンネル岩盤崩落事故（北海道）が発生し、トンネル事故を題材とした本作の公開を懸念する声が上がったため、日本ではアメリカ本国から20日遅れでの公開となった。
公開当時から、『ポセイドン・アドベンチャー』に酷似していると言われていた。実際、ストーリー展開や登場人物の台詞などに『ポセイドン・アドベンチャー』を彷彿させるものは多い。

## ストーリー
ニューヨークとニュージャージー州を結ぶホランドトンネルで、ある日の夕刻、危険な産業廃棄物を満載したトラックに暴走車が激突。トンネル内は一瞬にして凄まじい炎に包まれ、大勢の死傷者が出た上に、大規模なトンネル崩落によって生存者たちが閉じ込められてしまう。
偶然、現場に居合わせた元EMS（緊急医療班）隊長のキット・ラトゥーラは、閉じ込められた人々を救出すべく、現場のEMS隊の隊長デニスと話をつけようとする。だが、かつてEMS隊に所属していた時期に死者を出した経緯もあるキットは、デニスに相手にされず諦めきれないキットは、副隊長のフランクと相談し、その海底トンネルの換気口からの決死の進入を試みようとする。
一方、トンネル火災に巻き込まれて閉じ込められてしまった脚本家の女性マデリーンは、横転した囚人護送車に閉じ込められた囚人たちを助ける。かろうじて、トンネル内部に侵入したキットは、生存者たちを救助しようとするが、キットが過去にEMSで問題を起こしていたことに不安に思われてしまう。だが、唯一キットを信じようとするマデリーンの協力の下、生存者たちと共に脱出を試みようとする。
そんな中、地上では早急な復旧を求めるニューヨーク市の土木課が先導して、ドリルによる削岩作業を強行していた。そのために、トンネル全体の圧力バランスが崩壊しようとしていた。

## 登場人物

### 主人公
キット・ラトゥーラ（Kit Latura）
演：シルヴェスター・スタローン
本作の主人公。元EMS（緊急医療班）隊長のタクシー運転手。たまたま入り口付近でトンネル事故に遭遇。救助隊達と協力して、単身トンネル内部に救助に向かう。
現役時代のころにも大惨事に遭った経験があり、その時に判断の誤りで仲間を死なせ自分のみ助かってしまったことが、彼を自己犠牲に駆り立てていた。

### EMS（緊急医療班）の隊員たち
フランク・クラフト（Frank Kraft）
演：ダン・ヘダヤ
EMS副隊長。キットの元同僚でキットには協力的。
ブルーム（Bloom）
演：ジョー・アンダーソン
EMS所属の女性隊員。キットには協力的。
デニス・ウィルソン（Chief Dennis Wilson）
演：マーク・ロルストン
EMS隊長。助言をするキットに反抗し、通路の崩壊で下敷きとなった。

### トンネル内の被災者
マデリーン・トンプソン（Madelyne Thompson）
演：エイミー・ブレネマン
舞台専門の脚本家。妻子持ちの相手との不倫や執筆のスランプ状態から自暴自棄になり、街を出るためトンネルを通ろうとして事故に遭遇する。トンネル爆発時は内部の中盤あたりにいた。
他の生存者達がキットの過去を知り彼に対して不信感を露にする中、唯一キットの事を信じて協力し始める。
ロイ・ノード（Roy Nord）
演：ヴィゴ・モーテンセン
大手のスニーカーメーカー「テレトリービヨンド社」の社長。冒険家としての側面もある。勝負師で自信家。重役と企画会議の後、渋滞を避けるためトンネルを利用していた。トンネル爆発時は中盤を通過しており、同乗していたマネージャーは即死する。独自の判断で出口を探しだそうとするが、キットに戻るよう説得される。しかし、キットの説得に応じず瓦礫の崩落に撒き込まれ絶命する。
テレビにも出演する有名人で、CMなどで知られるそのキャラクターは、キットが到着するまで生存者の生きる希望になっていた。
クライトン一家
家族旅行でニューヨークを訪れている三人家族。
スティーヴン・クライトン（Steven Crighton）
演：ジェイ・O・サンダース
父親。以前に不倫をしていた事で家族環境は冷めている。初めはキットに反抗するが、ジョージらと共に協力的になる。
サラ・クライトン（Sarah Crighton）
演：カレン・ヤング
母親。医者で過去にキットの起こした事故を新聞で読んでいた。ヒステリックな性格。
アシュレイ・クライトン（Ashley Crighton）
演：ダニエル・ハリス
娘。常にビデオカメラで撮影をしている。
トリリング夫妻
愛犬ジャーマン・ポインター（クーパー）を息子同然に育てている老夫婦。動物病院の帰りにトンネルを利用する。息子を死なせてしまった過去からずっと悲しみを背負っている。
エレノア・トリリング（Eleanor Trilling）
演：クレア・ブルーム
妻。温厚な性格。水温による低体温症の悪化とクーパーを失った悲しみのあまり静かに息を引き取る。
ロジャー・トリリング（Roger Trilling）
演：コリン・フォックス
夫。死亡したエレノアともに死のうと考えるが、キットとマイキーの説得により生きていたクーパーと共に生きる決意をする。
ジョージ・タイレル（George Tyrell）
演：スタン・ショウ
交通局員。終始キットに協力的な態度で接する。恋人であるグレイスのブレスレットを持ち歩いている。物語途中で首を骨折してしまい、動くことが出来なくなってしまう。
キットからは生きることを諦めないよう説得されるが、グレイスのブレスレットを彼に託し、トンネル内に置いていくよう決心させた。その後は登場しないが、トンネル全体の圧力バランスが崩壊したことで死亡したものと思われる。
若い囚人たち
マイキー（Mikey）
演：レノリー・サンティアゴ
護送車に乗っていた囚人の一人。臆病な性格。
ラトーニャ（LaTonya）
演：トリナ・マクギー＝デイヴィス
護送車に乗っていた囚人の一人。唯一の女性。ネズミが苦手。
カディーム（Kadeem）
演：マルセロ・セッドフォード
護送車に乗っていた囚人の一人。強盗で逮捕された。一人逃げ出そうとしたヴィンセントを殺害しようとして爆発に巻き込まれ死亡。
ヴィンセント（Vincent）
演：セイジ・スタローン
護送車に乗っていた囚人の一人。インチキ携帯電話の売買で逮捕された。

### その他の人物
ノーマン・バセット（Norman Bassett）
演：バリー・ニューマン
交通局局長。初めはキットを煙たがったが、彼を信頼し協力をする。
グレイス・キャロウェイ（Grace Calloway）
演：ヴァネッサ・ベル・キャロウェイ
交通局員。ジョージとは恋人関係。
ミス・ロンドン（Ms. London）
演：ローズマリー・フォーサイス
ニューヨーク市の役人。ドリルによる削岩作業を強行する。

## キャスト
| 役名                     | 俳優                              | 日本語吹替 | 日本語吹替   |
| 役名                     | 俳優                              | ソフト版   | テレビ朝日版 |
| ------------------------ | --------------------------------- | ---------- | ------------ |
| キット・ラトゥーラ       | シルヴェスター・スタローン        | 玄田哲章   | 佐々木功     |
| マデリーン・トンプソン   | エイミー・ブレネマン              | 佐藤しのぶ | 富本牧子     |
| ロイ・ノード             | ヴィゴ・モーテンセン              | 後藤敦     | 宮本充       |
| フランク・クラフト       | ダン・ヘダヤ                      | 中博史     | 宝亀克寿     |
| スティーヴン・クライトン | ジェイ・O・サンダース             | 手塚秀彰   | 金尾哲夫     |
| サラ・クライトン         | カレン・ヤング                    | 叶木翔子   | 田中敦子     |
| エレノア・トリリング     | クレア・ブルーム                  | 宮寺智子   | 大西多摩恵   |
| グレイス・キャロウェイ   | ヴァネッサ・ベル・キャロウェイ    | 金野恵子   | 唐沢潤       |
| マイキー                 | レノリー・サンティアゴ            | 室園丈裕   | 杉山大       |
| ロジャー・トリリング     | コリン・フォックス                | 塚田正昭   | 大木民夫     |
| アシュレイ・クライトン   | ダニエル・ハリス                  | 小林さやか | 伊藤実華     |
| ラトーニャ               | トリナ・マクギー＝デイヴィス      | 篠原恵美   | 竹田まどか   |
| カディーム               | マルセロ・セッドフォード          |            | 谷田真吾     |
| ヴィンセント             | セイジ・スタローン                | 檀臣幸     | 川島得愛     |
| ブルーム                 | ジョー・アンダーソン              |            | 佐藤しのぶ   |
| デニス・ウィルソン       | マーク・ロルストン                |            | 田原アルノ   |
| ミス・ロンドン           | ローズマリー・フォーサイス        |            | 矢野陽子     |
| ノーマン・バセット       | バリー・ニューマン                | 水野龍司   | 佐々木敏     |
| ジョージ・タイレル       | スタン・ショウ                    | 辻親八     | 長島雄一     |
| ジョノ                   | ジョン・リーズ                    |            | 秋元羊介     |
| エリオット               | ロブ・コーエン （クレジットなし） |            | 田中正彦     |

- ソフト版

その他：遊佐浩二、荒川太郎、喜多川拓郎、小野美幸、寺内よりえ、幹本雄之、柳沢栄治、横尾博之、大坂史子
- テレビ朝日版：初回放送2000年9月3日『日曜洋画劇場』（21:00〜23:09）

その他：宮寺智子、北斗誓一、紗ゆり、小野健一、山口裕美子
※2021年11月10日発売のユニバーサル 思い出の復刻版 ブルーレイに上記2種類の吹替版を収録。

## スタッフ
- 製作総指揮：ラファエラ・デ・ラウレンティス
- 製作：ジョン・デイヴィス、ジョゼフ・M ・シンガー、デビッド・T ・フレンドリー
- 監督：ロブ・コーエン
- 脚本：レスリー・ボーエン
- 撮影：デビッド・エグビー
- プロダクション・デザイナー：ベンジャミン・フェルナンデス
- フィジカル＆メカニカル特殊効果：キット・ウェスト
- セット・デコレーター：ジョルジオ・デシデリ
- 編集：ピーター・アマンドソン
- 衣装：トーマス・キャスターライン
- 音楽：ランディ・エデルマン
- 主題歌：ドナ・サマー＆ブルース・ロバーツ「Whenever There Is Love（愛があれば～デイライトより）」
- スタント・コーディネーター：ポール・ウェストン
- 特殊効果：スコット・ファーラー、ジョー・レッテリ

### 日本語版
|      | ソフト版     | テレビ朝日版   |
| ---- | ------------ | -------------- |
| 演出 | 蕨南勝之     | 壺井正         |
| 翻訳 | 高山美香     | 平田勝茂       |
| 調整 |              | 飯塚秀保       |
| 効果 |              | リレーション   |
| 制作 | ビデオテック | グロービジョン |

## その他
- 2011年4月6日、Blu-ray Disc版がリリースされた。